# Karavás (ort i Cypern, Eparchía Kerýneias, lat 35,34, long 33,20)
Karavás är en ort i Cypern.   Den ligger i distriktet Eparchía Kerýneias, i den norra delen av landet, 24 km nordväst om huvudstaden Nicosia. Karavás ligger 87 meter över havet och antalet invånare är 6 597. Den ligger på ön Cypern.
Terrängen runt Karavás är kuperad. Havet är nära Karavás norrut.Trakten runt Karavás är ganska glesbefolkad, med 25 invånare per kvadratkilometer. Närmaste större samhälle är Kyrenia, 11,0 km öster om Karavás. Trakten runt Karavás är i huvudsak ett öppet busklandskap.